# 追風計畫
侵台颱風之飛機偵察及投落送觀測實驗（Dropwindsonde Observation for Typhoon Surveillance near the Taiwan Region，簡稱DOTSTAR），又名追風計畫。

追風計畫是中華民國與美國跨國合作、並由台灣研究人員主導的颱風研究計畫，首要的研究項目是以投落送進行飛機觀測，此計畫使用經特殊改裝的漢翔航空ASTRA雙引擎噴射機與機載垂直大氣探空系統（AVAPS）設備，以每架次五小時時間直接飛到颱風周圍43000英呎的高度投擲投落送，取得颱風周圍關鍵區域的大氣環境資料，作為颱風預報及颱風研究的參考。自2003年首次執行觀測杜鵑颱風的任務後，目前已對50餘個颱風完成70餘航次的飛機偵察及投落送觀測任務。2013年，研究團隊將追風計畫相關標準作業流程、技術與理論移轉給交通部中央氣象署。

## 觀測時間與區域
追風計畫針對72到24小時之內可能侵襲台灣的颱風進行飛機環境偵察觀測，觀測時間為台北時間上午五時至十一時和下午五時至十一時，對於同一個颱風必要時可連續多日，並每日進行一次飛機偵察觀測。

## 觀測設備

#### 飛機
機型：以色列航太工業 Astra SPX雙引擎噴射機（隸屬漢翔航空，編號B-20001）

飛行時數：6小時(外加一小時安全備用)

巡航高度：43000英呎

巡航速度：720公里/小時

巡航距離：2500海里

漢翔組員：3人

研究團隊委派組員：3人

儀器：機載垂直探空觀測系統(AVAPS)、衛星電話

#### 投落送
全名為機載投落探空儀(dropsonde)，由美國國家大氣研究中心研製而成。此一設備可由飛機載運至氣象資料嚴重缺乏之海洋上空投下，用以量度大氣之氣壓、溫度、濕度以及水平風速風向之垂直分佈。

## 外部連結
- 追風計畫官方網站 （页面存档备份，存于）